# Chiến tranh Liên minh thứ Tư
Liên minh thứ tư được hình thành chỉ vài tháng sau khi Liên minh thứ ba tan rã. Liên minh thứ tư gồm có các Vương quốc Anh, Nga, Phổ, Thụy Điển, Sicilia nhằm chống lại Đế quốc Pháp của hoàng đế Napoléon Bonaparte và các đồng minh của Pháp là vương quốc Ý, Tây Ban Nha, Napoli, Etruria, Hà Lan, Bayern, Württemberg, Liên bang sông Rhine, Liên bang Thụy Sĩ và quân lê dương Ba Lan.
Nhiều nước thành viên của Liên minh thứ tư trước đây đã chống Pháp trong Liên minh thứ ba. Năm 1806, nước Phổ tham gia Liên minh thứ tư vì lo ngại quyền lực của đế quốc Pháp gia tăng, sau khi Pháp thắng Áo.
Ngày 12.7.1806, Napoléon lập Liên bang sông Rhine (Rheinbund) gồm 16 bang nhỏ của Rheinland và các bang nhỏ khác ở phía tây Đức. Napoléon tập hợp nhiều bang nhỏ của Đức thành các hầu quốc (đất do hầu tước cai trị), công quốc (đất do công tước cai trị) và nâng các bang tự do Sachsen và Bayern lên thành vương quốc, để việc cai trị có hiệu quả hơn.

## Chiến trận tại Phổ
Nga và Phổ tuyển thêm quân mới để chống Pháp. Quân Phổ tập trung tại Sachsen. Tháng 8 năm 1806 vua Phổ Friedrich Wilhelm III quyết định gây chiến với Pháp trong khi quân Nga còn ở xa Phổ. Tháng 9 năm 1806, Napoléon đưa các lực lượng của mình tới phía đông sông Rhine. Sau khi thống chế Pháp Jean Lannes đánh bại quân Phổ ở trận Saalfeld (Đức) ngày 10.10.1806, thì 4 ngày sau, đích thân Napoléon cầm quân đánh bại quân Phổ tại trận Jena (14.10.1806), rồi thống chế Davout cũng đánh tan quân Phổ trong trận Auerstedt cùng ngày. Đạo quân Pháp gồm 160.000 người tiến như vũ bão vào Phổ. Ngày 27.10.1806, Napoléon vào Berlin, ông ta tới viếng mộ Friedrich II đại đế, bảo các tướng lãnh bỏ mũ ra chào và tuyên bố: "Nếu ông ta - tức Friedrich II - còn sống, thì hôm nay chúng ta không thể có mặt tại đây".
Tính chung, Napoléon chỉ mất 19 ngày để đánh tan quân Phổ và chiếm Berlin. Tại đây, Napoléon ký một loạt sắc lệnh ban bố việc Phong tỏa lục địa (Blocus continental) nhằm chống lại vương quốc Anh.

## Chiến trận tại Nga
Quân Pháp đuổi quân Nga khỏi Ba Lan và Napoléon lập Công quốc Warszawa (Duché de Varsovie) rồi quay lên phía bắc đối đầu với quân Nga còn lại, và nhắm chiếm thủ đô tạm của Phổ là Königsberg (nay là Kaliningrad thuộc Nga). Cuộc đụng độ tại trận Eylau (đông Phổ) ngày 7 và 8.2.1807 buộc quân Nga phải rút lui về phía bắc. Sau đó Napoléon đánh tan quân Nga tại trận Frideland (Phổ) ngày 14.6.1807, buộc sa hoàng Aleksandr phải ký hòa ước Tilsit ngày 7.7.1807. Tới tháng 9 năm 1807, thống chế Pháp Guillaume Brune chiếm vùng Pommern thuộc Thụy Điển ở bờ biển Baltic.

## Hậu quả của các cuộc chiến của Liên minh thứ tư
Tại hội nghị Erfurt từ 17.9 tới 14.10.1808, Nga và Pháp nhất trí buộc Thụy Điển phải tuân thủ việc Phong tỏa lục địa của Pháp, điều đó đã dẫn tới Cuộc chiến tranh Phần Lan các năm 1808 - 1809 và việc chia cắt nước Thụy Điển thành 2 phần ở ranh giới Vịnh Bothnia, phần phía đông thuộc Đại công quốc Phần Lan (Grand duchy of Finland) của Đế quốc Nga.
Sau khi giải hòa với Nga, Napoléon buộc Phổ phải cắt đất cho mình lập Vương quốc Westphalen, trao cho em út là Jérôme Bonaparte cai trị, và Công quốc Warszawa do Friedrich August III Sachsen (đồng minh trung thành của Napoléon) cai trị.
Napoléon làm chủ các lãnh thổ ở Tây và Trung Âu, ngoại trừ Tây Ban Nha, Bồ Đào Nha, Áo và một số nước nhỏ.

## Các trận chiến giữa phe Pháp và Liên minh thứ tư
- 6.2.1806: trận hải chiến San Domingo (vùng Caribbe), Anh thắng Pháp
- 13.3.1806: trận hải chiến Cabo Verde (châu Phi), Anh thắng Pháp
- 9.10.1806: trận Schleiz (Đức), Pháp thắng Phổ
- 10.10.1806: trận Saalfeld (Đức), Pháp thắng Phổ
- 14.10.1806: trận Jena, Pháp thắng Phổ
- 14.10.1806: trận Auerstedt (Đức), Pháp thắng Phổ
- 6.11.1806: trận Lübeck (Đức), Pháp thắng Phổ
- tháng 11.1806: trận Wielkipolska (Ba Lan), Pháp-Ba Lan thắng Phổ
- 26.12.1806: trận Golymin (Ba Lan), 17.000 quân Nga chống được 38.000 quân Pháp của thống chế Murat, sau đó Nga rút lui
- 26.12.1806: trận Pultus (đông Phổ), Nga chống Pháp, bất phân thắng bại (sau đó Nga rút lui)
- 7-8.2.1807: trận Eylau (đông Phổ), Pháp giành chiến thắng kiểu Pyrros trước Nga - Phổ
- 19.3 - 24.5.1807: trận Gdansk (Ba Lan), Pháp thắng Nga-Phổ
- 10.6.1807: trận Heilsberg (đông Phổ), Pháp thắng Nga
- 14.6.1807: trận Friedland (Phổ), Pháp thắng Nga